# Visszaélés jövedékkel
A visszaélés jövedékkel  Magyarországon egy önálló bűncselekmény volt a már hatályon kívül helyezett 1978. évi IV. törvény (Büntető Törvénykönyv) szerint. Volt vétségi és bűntetti alakzata is.

## Története
A visszaélés jövedékkel tényállását a 2001. évi LIX. törvény iktatta be az 1978. évi IV. törvénnyel megállapított magyar Büntető Törvénykönyvbe 2001. július 20-ától, a jövedéki orgazdasággal és a jövedékkel visszaélés elősegítése tényállásával együtt (E három bűncselekményt együttesen jövedéki bűncselekményeknek nevezték.)
Több más bűncselekménnyel együtt összevonta a 2011. évi LXXX. törvény, és megalkotta a költségvetési csalás különös részi tényállását. A hatályos Büntető Törvénykönyvben (2012. évi C. törvény) is így szerepel.

## Tényállása
Vétséget követ el, aki a jövedéki adóról és a jövedéki termékek forgalmazásának különös szabályairól szóló 1997. évi CIII. törvényben, valamint e törvény által adott felhatalmazáson alapuló más jogszabályban megállapított feltétel hiányában vagy hatósági engedély nélkül jövedéki terméket előállít, megszerez, tart, forgalomba hoz vagy azzal kereskedik, és ezzel a jövedékiadó-bevételt kisebb mértékben csökkenti.
Alapesetben a visszaélés jövedékkel 2 évig terjedő szabadságvesztéssel, közérdekű munkával vagy pénzbüntetéssel volt büntetendő.
A büntetés bűntett miatt 5 évig terjedő szabadságvesztés volt, ha a bűncselekmény folytán az adóbevétel nagyobb mértékben csökken, illetve ha üzletszerűen követik el a kisebb jövedékiadó-kiesést eredményező jövedékkel visszaélést. 
1 évtől 5 évig terjedhet a szabadságvesztés, ha a bűncselekmény folytán az adóbevétel jelentős mértékben csökken, illetve ha a nagyobb adóbevétel-csökkenést eredményező jövedékkel visszaélést követik el üzletszerűen.
A büntetés 2 évtől 8 évig terjedő szabadságvesztés, ha a bűncselekmény folytán az adóbevétel különösen nagy mértékben csökken, illetve ha a jelentős adóbevétel-csökkenést eredményező jövedékkel visszaélést üzletszerűen követik el. 
A büntetés 5 évtől 10 évig terjedő szabadságvesztés, ha a bűncselekmény folytán az adóbevétel különösen jelentős mértékben csökken, illetve ha a különösen nagy adóbevétel-csökkenést eredményező jövedékkel visszaélést üzletszerűen követik el.